# 酪農
酪農（らくのう）とは、牛や山羊などを飼育し、乳や乳製品を生産する農業の形態である。その歴史は古く、人類が狩猟生活から農耕生活に入ったのと同時期に、こうした酪農、畜産も始まったといわれる。移動しながらの遊牧も行われるようになった。

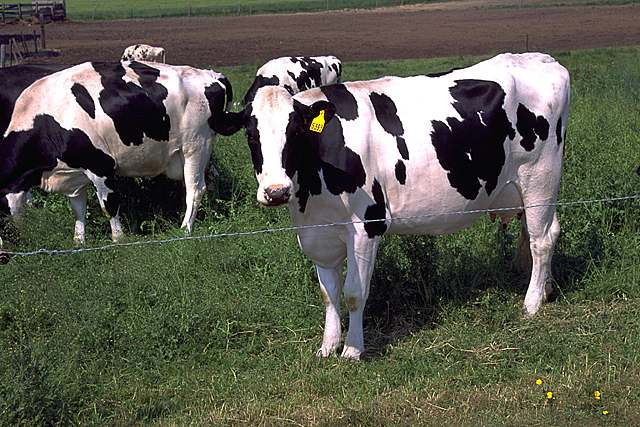
乳牛の主力・ホルスタイン種

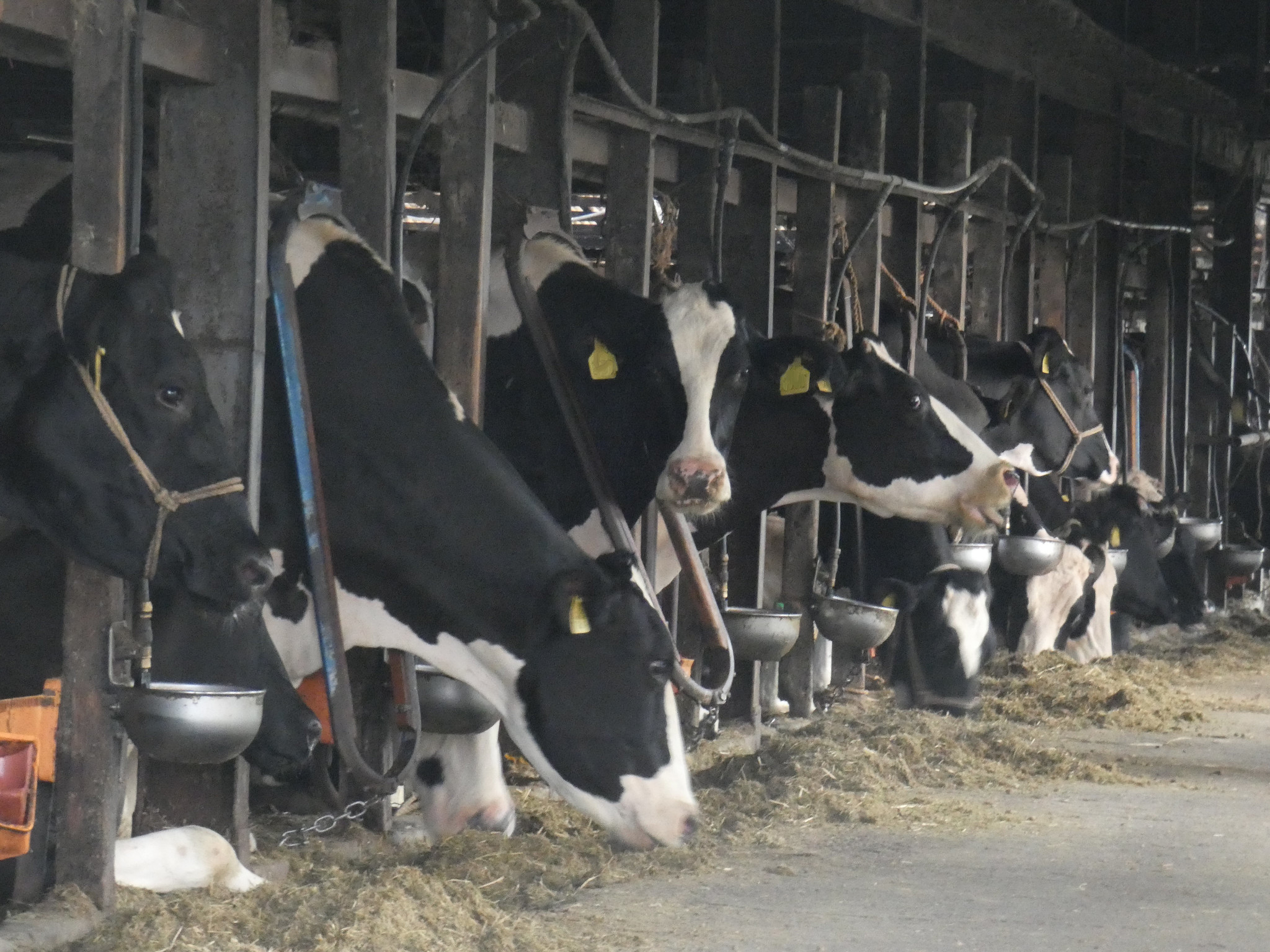
日本では繋ぎ飼育が主流 写真は日本 スタンチョンによる繋ぎ飼育

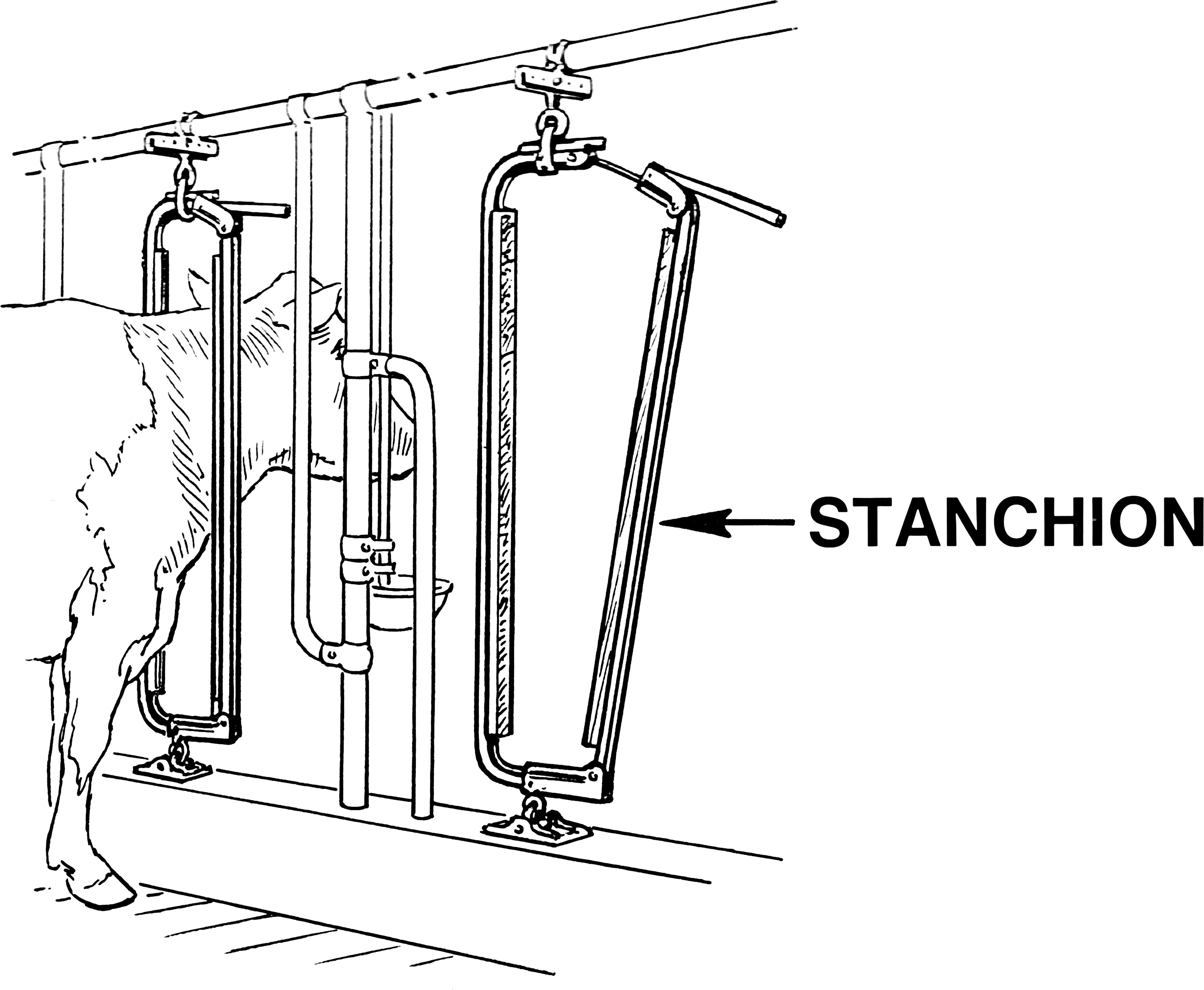
スタンチョン（Stanchion）。繋ぎ飼育には、タイストールという支柱とチェーンでつなぐ方式もある。タイストール式では自由に寝ることができる。タイストール式は、ニューヨーク式とコンフォート式がある。

冷涼な高地が乳牛飼育に向いた土地。一軒につき数頭から数百頭の乳牛を、牧場等で放牧したり畜舎で飼育する。氷期に氷床に覆われていた地域では、氷河が地表の土壌を侵食したため、土地がやせているが、牧草の栽培は可能であり、酪農が展開される。

## 乳牛
乳量の多いホルスタイン種乳牛が主流。日本で飼育されている乳牛の98%がホルスタイン種である。ホルスタインは人間が人間のために改良に改良を重ねてきた動物である。そのため高泌乳だけでなく、人間が管理しやすくおとなしい性格がホルスタインの品種特性のひとつとなっている。乳質向上のため、農家によっては数十頭のホルスタイン種のグループに数頭のジャージー種（脂肪分などの成分が高い）を導入する場合もある。

## 搾乳

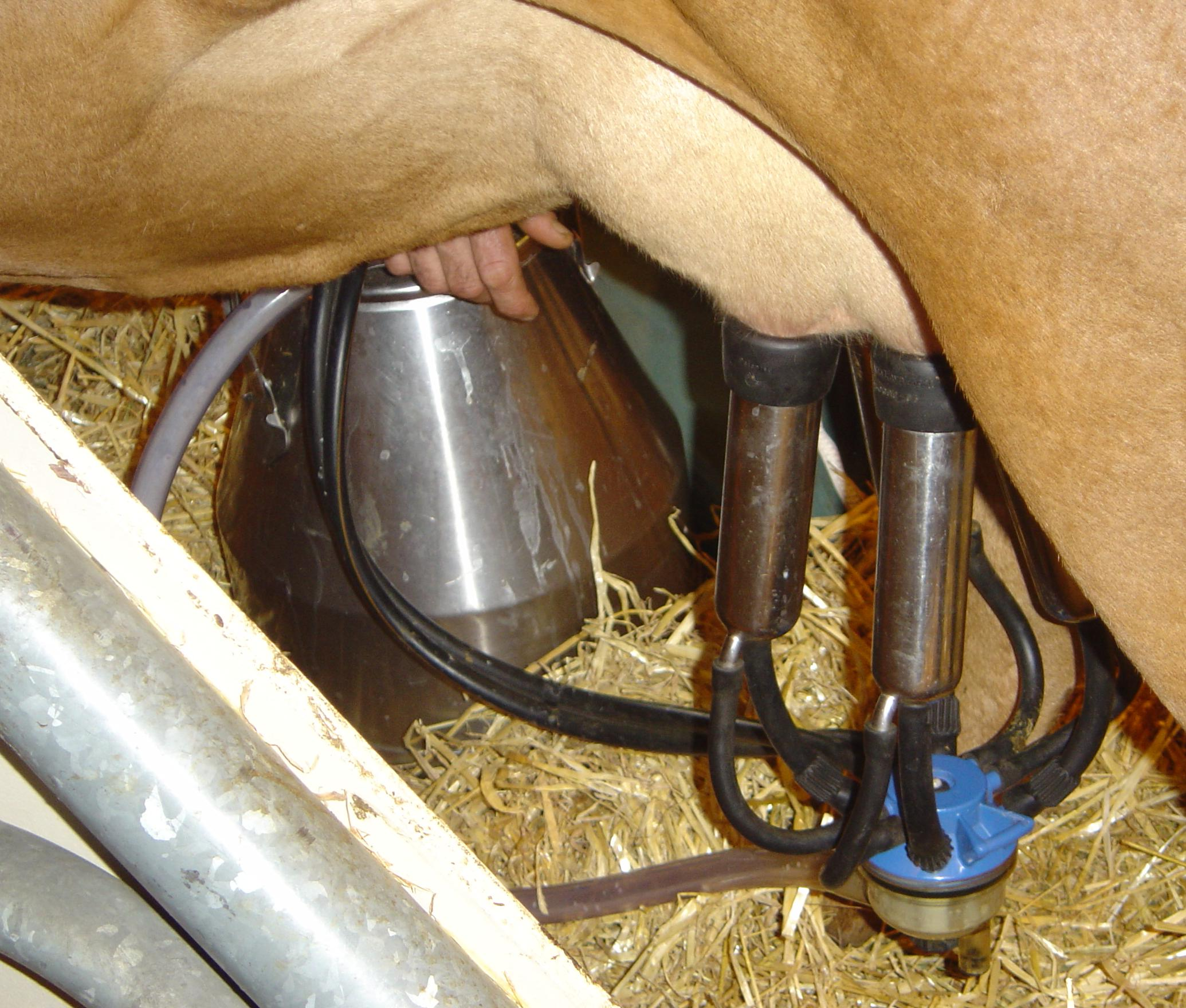
ミルカー（搾乳機）

乳牛はいかに多く搾り取るかを最大の課題とされ、改良が進められた。その結果、1頭あたり年間乳量は8,636kg（2018年農林水産省牛乳乳製品統計調査参照）にまで増加した（肉用に飼育される牛の年間乳量は1000kg程度）。そのため一日でも乳牛を搾乳しないまま放置すると、乳房炎という病気になるため、きめの細かい管理が必要である。一般的には等間隔で朝と夕に搾乳を行うことが多い。
また搾乳時に邪魔であったり、糞尿がついた尻尾が搾乳の中に入ったりすることがあるため、尻尾の切断が行われることもある。尻尾の付け根をきつく縛り、尻尾を壊死させて切断するという方法などで実施される。動物福祉の考え方に対応した乳牛の飼養管理指針」では断尾はできうる限りしないほうがのぞましい、とされている。
日本でも昔（1960年代頃まで）は人の手で乳搾りを行い、搾った生乳（せいにゅう）をバケツに取り、さらに牛乳缶と呼ばれる20リットル程度の金属製容器に貯蔵していたが、現代では工程のほとんどが機械化されている。
現在、日本では、畜舎内に走るパイプラインと牛の乳房をミルカー（搾乳機）で接続して搾乳するパイプライン方式が普及しているが、規模拡大（メガファームの増加）傾向に伴い、牛を搾乳室に集約して効率的に搾乳するミルキングパーラー方式や搾乳作業を自動化して省力化を図る搾乳ロボットの導入も増えている。
日本では通常、年中無休で1日2回の搾乳が一般的であるが、1日1回搾乳や季節繁殖による夏期を中心とした搾乳、先に挙げた従業員交代制による1日3回のミルキングパーラー搾乳や1日に複数回の搾乳を行う搾乳ロボットなど搾乳方式は多様化しつつある。
搾乳後の生乳はバルククーラー（生乳を冷やす冷蔵タンク）に送られ冷却・一時貯蔵、その後集乳車（タンクローリーの一種）により集荷され、牛乳工場へ運ばれる。

## 繁殖
人と同じで出産しなければ乳が出ないため、計画的な人工授精が行われる。日本における乳用牛の人工授精の普及率は 約98%で、自然繁殖はほぼない。乳生産のために雌を産む必要がある。そのため2000年代に性腺別精液が実用化され、日本国内でも2007年以降、一般向けに性選別精液の販売が開始された。2014年の雌精液使用率は14％となっている。
初産は2産3産に比べると、乳用種ではなく黒毛和種の種を人工授精されることが多い。産まれた子牛はF1（交雑種）と呼ばれ、肉牛として肥育農家に販売される。初産でF1が多いのは、ホルスタイン雌牛はまだ若いうちに人工授精が実施され、初産分娩時期は成長途中の場合が多いためである。成長しきっていない牛の初産分娩に大型のホルスタイン種をつけると難産のリスクが高まるが、黒毛和種はホルスタイン産子と比べて牛体が小さいためリスクを低減できる。しかし最近の黒毛和種は肉量を増やすために大型化しているため、FIでも難産を招くことがある。

## 牛舎
日本の乳牛では、放牧主体の酪農はほとんど行われておらず、約74%がスタンチョン（牛の首の部分をはさんで繋いでおく道具）やタイストール（牛をチェーンで繋ぐ方式）での繋ぎ飼いであり、約25%は牛舎内での放し飼い（寝床が個別のフリーストール、自由に寝られるフリーバーン）であり自然放牧による酪農は2%に満たない。
放牧牛と非放牧牛を比較すると、放牧牛のほうが疾病リスクが低いが乳量も低い。乳牛の繋ぎ飼育は動物福祉上の問題リスクが高まる飼育方法とされており、ヨーロッパなどではつなぎ飼いへの規制が進んでいる。日本でも国の予算で繋ぎ飼いと動物福祉の関連の研究がおこなわれてはいるが、規制の動きはない。
牛舎内では外部寄生虫であるダニ、サシバエ、アブ、虱などの節足動物の被害が頻繁に認めらえる。中でもショクヒヒゼンダニによる皮膚疥癬症にり患している個体の割合は高く、感染率100%の牛群も珍しくない。

## 飼料
飼料は大まかに言って、繊維質の多い、生の牧草・乾草などの｢粗飼料｣と繊維質の少ないトウモロコシ（デントコーン）などの穀類や植物油の絞りかす等をつかった｢濃厚飼料」とに分けられる。粗飼料に比べ濃厚飼料のほうが高カロリーである。高脂肪の乳を搾り取るため、粗飼料中心の酪農から、近年は濃厚飼料中心の酪農へと変ってきている。
これには乳脂肪分3.5%を下回る生乳を出荷すると、メーカーと農協によって牛乳の出荷価格（単価）が半値にされてしまうルールが導入されてきた経緯が大きく関係しており、乳脂肪分を一定に保ちにくい放牧酪農が激減したこともこれに由来する。
そのため粗飼料の不足や濃厚飼料の多給により乳牛のルーメンアシドーシス（第一胃の病気）が増えている。この病気は吸収や中和など通常の胃の働きに弊害が起こることによって進行し、初期にはちん鬱や採食量の低下などが現れる。さらに進行すると毒素が産生され血中へ入り込むことにより蹄葉炎や肝障害、肺炎を引き起こすことに繋がっている。
牧草は乾燥させた乾草（かんそう）として給与するか、保存等のために密封、乳酸発酵させてサイレージとして給与することが多い。かつては牧草を気密度の高い塔型サイロに入れて発酵させていたが、この方式は機械の故障が多発し、維持管理に多額の費用がかかることから廃れ、現在では平面型のバンカーサイロ等が使用されるようになった。また通常のサイロよりも簡易的な牧草をロール状に巻き取り、これをビニールで包んで発酵させるラップサイレージが主流となりつつある。
なお、牛乳の「味」としては、緑色のままの牧草（牧草地に生えている状態の牧草）だけを、食べさせた乳牛の乳はやや「青臭み」があり、これを取り去るには乾草も食べさせねばならない。また、牛乳の味には「季節要因」もあり、一般に夏場の方が「飲み口がさっぱり」しているが「コク」が少ない。
また、この「コク」＝タンパク質を牛乳に増やすためには、飼料にたんぱく質を多く含む大豆、米、麦などの穀類を混ぜる必要がある。この問題から、配合飼料のタンパク分を増加させるために「肉骨粉」が使用され、「BSE問題」へと発展した。

## 日本の酪農
北海道、岩手県、千葉県、栃木県、長野県、熊本県などで盛んであるが、特に国内3割の生乳は釧路地方、根室地方で一農家で数百頭もの乳牛を飼うという大型牧場経営が行われている。農業所得額全国一位は80年代後半から現在に至るまで釧路市の隣にある酪農の北海道鶴居村の1,370万円である。
全国的な傾向として根釧地域を除き、近年では競合飲料の台頭により飲用牛乳の消費量が減退傾向にあるため、生乳の余剰問題が顕著となっている。またこれに伴って生産者乳価も低陰傾向にある。
2023年2月24日、中央酪農会議は、指定団体が生乳販売を受託する酪農家の戸数が2022年12月時点で1万1202戸（前年同月比6.5％減）だったと発表した。指定団体に生乳を出荷している酪農家は全体の約9割を占めており、中央酪農会議の調査で全般的な状況はおおむね把握できるとされる。
国営根釧（こんせん）パイロット事業
1955年度～1966年度にかけて、北海道の根釧台地、別海町で行われた大規模酪農で、これは短期に酪農経営を確立することを目的として、世界銀行から融資を受けて行われた。開発は北海道、北海道開発局、農地開発機械公団(現緑資源公団)によりおこなわれ、約7000ヘクタールの原野を機械を用いて開墾した。最終的には約360戸が入植したが、当初国は乳牛の選択を間違いジャージー種であったために牛乳の生産性が低く経営の厳しさから事業が破綻し離農する者も多く見られた。乳牛をホルスタイン種に変え、さらに大規模化することで生産性は向上し、寒冷地であり太平洋沿岸からの霧が運ぶ豊富なミネラルが乳牛に最適な牧草を育み、アジア有数の大牧草地帯として成長した。釧路地方・根室地方は高品質牛乳、ハーゲンダッツ社等の高級アイスの一大生乳原料供給地となっている。ここ一帯生産される生乳は各酪農家からミルクローリー車で各社メーカーの生乳施設に運ばれ一次加工しさらにミルクローリー車を釧路港からRO-RO船で首都圏にデイリー輸送されている。年間1700億円台の生産規模がある。なおこのときに国は「パイロットファーム」とよんだ。一般的にパイロットファームとは、観賞用植物や現地に自生する植物などを試験的に栽培、採取するための実験農場のことである。一連の事業には開墾事業、根釧機械開墾事業（狭義の本事業）、国営開拓パイロット事業、国営農地開発事業、国営草地開発事業、そして根室市・中標津町にも範囲を広げた新酪農村建設事業が含まれる。また、1989年には国営農地再編パイロット事業が行われている。

### 歴史

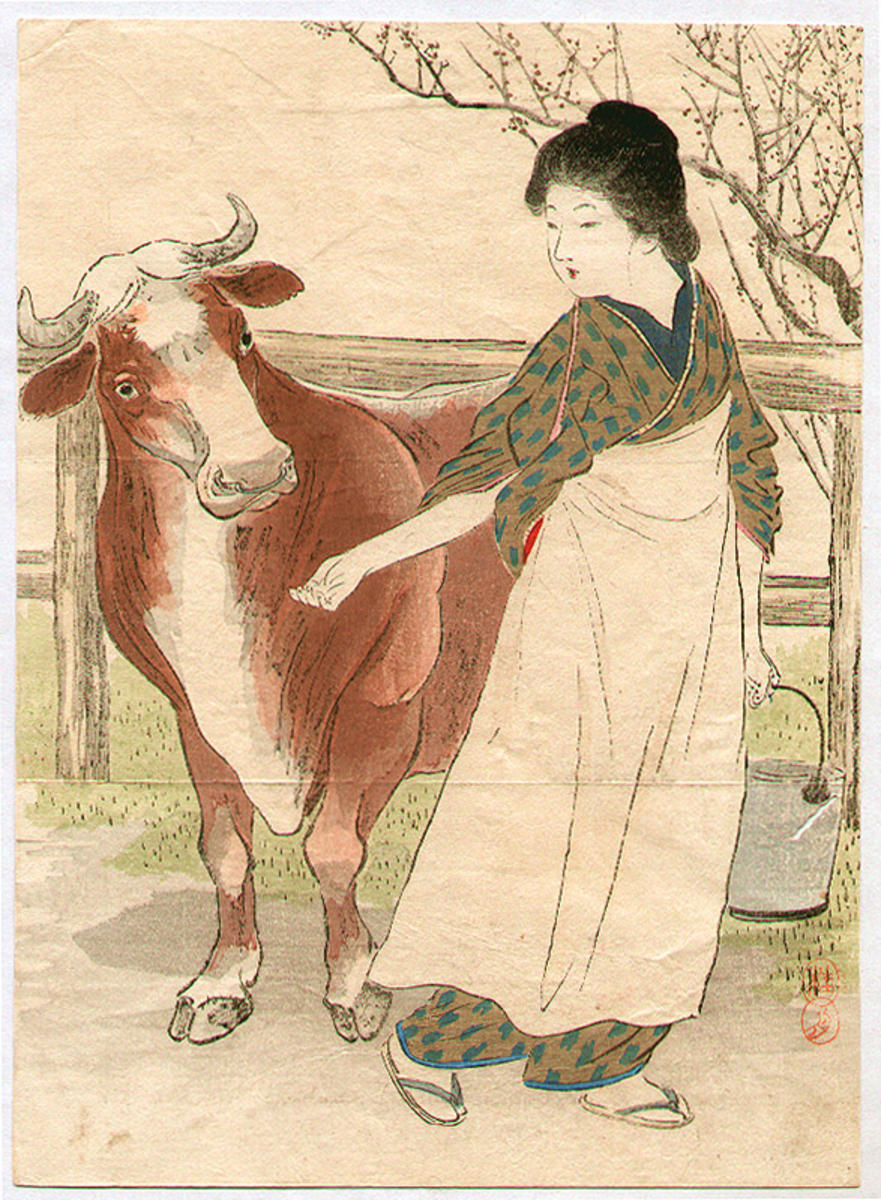
着物で搾乳する女性。武内桂舟画。1913年

酪農が開始されたのは、千葉県南部（現南房総市）に設置された「嶺岡牧」。元は安房国守里見氏が開いた牧場であったが、のちの、1614年に江戸幕府の直轄となり、8代将軍徳川吉宗の時、インド産の白牛を放牧・繁殖、白牛酪（バター）を生産した。2004年現在この地には千葉県畜産総合研究センター「嶺岡乳牛研究所」があり、「日本酪農発祥之地」の記念碑が設置されている。その記念碑のとなりには、房州酪農の礎ともいうべき「エー アレンデーリー エリート」号の記念碑がある。ここで生産した乳製品は強壮剤や解熱用の薬などの材料となり、庶民に渡ることはなかった。
その後、千葉県白子町出身の前田留吉が、オランダ人より酪農に関する技術を学び、1863年に横浜で牛乳の生産を開始した。これにより庶民でも牛乳に手が届くようになった。1876年、北海道根室に東梅牧場（柳田藤吉による国内初の大規模な近代牧場）が築かれて以降、北海道において欧米の酪農技術を取り込んだ近代的な酪農経営が行われるようになった。
農家の手によって酪農がおこなわれるようになるのは、第一次世界大戦の前後とされ、畜産業の一環として行われた。第二次世界大戦の影響で一時期衰退。戦後、政府による酪農振興法の制定、学校給食や食事の欧米化による乳製品の需要拡大により再び発達した。
1954年6月14日、酪農振興法が公布された（酪農審議会の設置、酪農地域制度、生乳取引の公正化などによる酪農の振興をめざす）。
1970年代からは過剰生産により乳価が下落するようになり、経済力のない小規模農家は多くが離農、大規模農家は経営効率化のための施設拡大を進めた。同時に、各地の小規模な地場乳業メーカーも、多くが統廃合が進んだ。

## 動物福祉の課題
酪農家の職業的幸福度と動物福祉（アニマルウェルフェア）には関連があり、酪農家のストレスが低いほど、乳牛の動物福祉は高い。さらに乳牛の動物福祉の高さは農場の拡大とも正の関係にあった。このように動物福祉の向上は経営者の利益にもなるものだが、日本の畜産動物福祉は遅れていることが指摘されており、国際評価も最低ランクのGとなっている。

### 除角
除角の手法としては焼きゴテ、電熱式除角器（デホーナー）、ゴムリング、断角器、薬品などがある。ホルスタインには角がないというイメージが一般的に定着しているが、乳牛の多くは除角されている。除角（角を取り除く処置）は牛同士の突きあいによる怪我や従業員の安全のために行われているが、2015年の畜産技術協会の調査によると85.5%の農場が除角を行っており、そのうち85.1%の農場が麻酔を使わずに行っている。角には神経があり血も流れているため痛みを伴う処置であり、動物福祉の観点から無麻酔での除角が問題視されている。除角が不要な角カバーも販売されているが普及していない。